# بنفشه آپالاچیا
 بنفشه آپالاچیا(نام علمی: Viola appalachiensis) نام یک گونه از سرده بنفشه است.